# يونكرز
يونكرز كانت أكبر مُصنع ومنتج للطائرات في ألمانيا. أنتجت بعض الطائرات الأكثر ابتكارا وشهرة في العالم على مدار خمسين سنة. تأسست في عام 1895، في ديساو، ألمانيا، من قبل هوغو يونكرز.